# 飯島幡司
飯島 幡司（いいじま まんじ、1888年5月12日 - 1987年1月11日）は日本の経済学者、実業家。神戸高等商業学校（現神戸大学）教授、大阪鐵工所専務、朝日放送創業者、関西経済連合会会長を務めた。

## 人物
1888年、現在の大阪市西区江戸堀で生まれた。1897年に受洗。明星商業学校（現明星中学校・高等学校 (大阪府)）、神戸高等商業学校を経て、1913年に東京高等商業学校（現一橋大学）専攻部を卒業した。東京高商ではのちに大阪市長となる関一教授からも教えを受け、関西財界人となった後も交流が続いた。
1914年、神戸高等商業学校（現神戸大学）講師に就任。同校教授を経て、津村秀松の誘いを受けて1918年に久原財閥の久原商事に入社。大阪鉄工所（現日立造船）の専務を務め、会長を務めた津村とともに経営難に陥っていた同社を立て直した。1932年に津村ともに退任。同年に朝日新聞社入社。同社論説委員、出版局局長、監査役を経て、朝日放送創業に尽力し第2代社長を経て初代会長となる。1947年には第2代関西経済連合会会長も務めた。他に1946年に大阪ロータリークラブ会長、海洋社代表取締役、日本汽船取締役、横浜鉄工所取締役、日本産業常務、昭和商事部取締役、向島船渠取締役などを務めた。

## 受賞・栄典
- 1965年：大阪文化賞受賞。
- ローマ法王庁大聖グレゴリウス勲章。
- イタリア共和国グランデ・ウッフィチャーレ勲章受章。

## 著書
- 『社會問題の根本觀念』宝文館, 大正2
- 『金融經濟論』東京宝文館, 大正7
- 『金融經濟講義』東京宝文館, 大正11
- 『蓮華草』昭和2
- 『力を求める心』昭和3
- 『造船を中心として』ぐろりあそさえて, 昭和5
- 『世界恐慌に続くもの』朝日新聞社, 昭和8
- 『遍路』朝日新聞社, 昭和9
- 『南遊記』朝日新聞社, 昭和10
- 『支那幣制研究』昭11
- 『見る読む想ふ』人文書院, 昭11
- 『支那幣制研究』1936
- 『蒋政權の崩壞と支那の經濟』渡邊翁記念文化協會, 1938.6.